# Philip Herbert (4e comte de Pembroke)

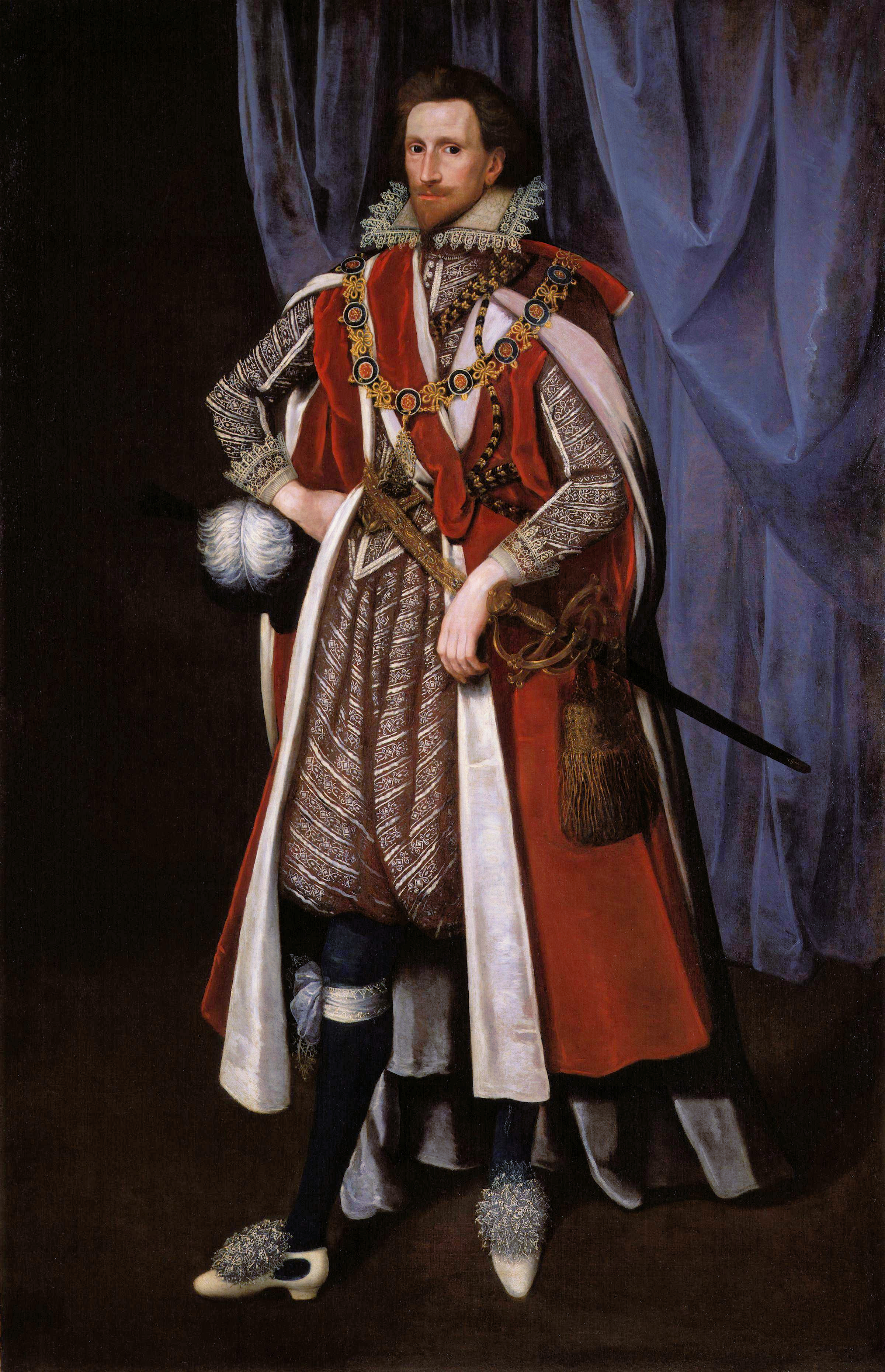
Philip Herbert, 4e comte de Pembroke, vêtu de la robe de l'ordre de la jarretière v. 1615. Artiste inconnu, National Portrait Gallery, London

Philip Herbert, 4e comte de Pembroke et 1er comte de Montgomery, (10 octobre 1584 - 23 janvier 1650) est un courtisan, noble et homme politique anglais, actif pendant le règne de Jacques Ier et de Charles Ier, Philip et son frère aîné William Herbert (3e comte de Pembroke) sont le "couple incomparable de frères" à qui le Premier Folio de William Shakespeare est consacré en 1623.

## Petite enfance, 1584–1603
Né à Wilton House, il est le fils de Henry Herbert (2e comte de Pembroke) et de sa troisième épouse, Mary Sidney, sœur du poète Philip Sidney.
En 1593, à l'âge de 9 ans, Philip est envoyé étudier au New College d'Oxford, mais le quitte quelques mois plus tard.

## Favori de JacquesIer1603-1625
En 1600, Philip, âgé de 16 ans, fait sa première apparition à la cour. Dès l'arrivée de Jacques Ier en 1603, il attire rapidement l'attention du roi. Selon Edward Hyde (1er comte de Clarendon) et John Aubrey, les principaux intérêts de Philip à cette époque sont la chasse et la Fauconnerie et c'est à ce titre qu'il attire l'attention du roi pour la première fois. En mai 1603, Jacques fait de Philip un gentleman de la chambre privée et le fait chevalier du bain en juillet de la même année.
En 1604, sous l'impulsion enthousiaste de Jacques Ier (il joue un rôle important dans la cérémonie et offre de généreux cadeaux financiers à la mariée), Philip épouse Susan de Vere, fille d'Edward de Vere, 17e comte d'Oxford, et d'Anne Cecil.
Jacques continue à lui accorder des faveurs tout au long de 1605, faisant d'abord de Philip un gentilhomme de la chambre à coucher, puis le créant baron Herbert de Shurland et Comte de Montgomery. De plus, Jacques le fait créer MA lors d’une visite à Oxford. En plus de la chasse et de la fauconnerie, Montgomery participe régulièrement à des tournois et à des masques de cour. Il s'intéresse également au jeu et accumule des dettes considérables que Jacques acquitte pour lui en 1606/07. En 1608, James en fait un chevalier de la jarretière et le fait nommer haut steward d'Oxford en 1615.
Lorsque Montgomery a une querelle importante avec Henry Wriothesley (3e comte de Southampton), à la suite d'une partie de tennis opposant les deux hommes en 1610, Jacques intervient pour effectuer une réconciliation. Il a une seconde querelle violente, cette fois avec Thomas Howard (1er comte de Suffolk), en 1617. Il devient connu pour ses agressions violentes, généralement sans provocation.
Il s'intéresse de près aux entreprises coloniales anglaises qui commencent tout juste à décoller et participe à plusieurs sociétés par actions : il devient membre du conseil de la Virginia Company en 1612; est l'un des fondateurs de la Northwest Passage Company en 1612 et devient membre de la Compagnie britannique des Indes orientales en 1614.
Les honneurs continuent pendant le reste du règne de Jacques. Il devient gardien du Palais de Westminster et de St James's Park en 1617; Lord Lieutenant du Kent en 1624; et enfin, en décembre 1624, membre du conseil privé.

## Suite de la faveur sous CharlesIer1625-1640
Après l'accession de Charles Ier au trône en 1625, il continue à recevoir la faveur royale. Il est nommé à l'ambassade qui accompagne Henriette-Marie de France de Paris en Angleterre et tient les éperons au couronnement de Charles en 1626, avant de succéder à son frère aîné comme Lord Chambellan. Il est nommé Lord Lieutenant du Buckinghamshire en 1628 (Montgomery est un ami de George Villiers (1er duc de Buckingham), parrain de son fils, Lord Charles Herbert, et en 1626, il accepte les fiançailles entre sa fille de 4 ans et Lord Charles Herbert).
Montgomery continue à s'intéresser aux entreprises coloniales sous Charles Ier. Il est l'un des fondateurs de la compagnie de la Guyane en 1626. En 1628, il reçoit une subvention des îles de Trinité, Tobago et la Barbade.
La première épouse de Montgomery décède au début de 1629. En 1630, il se remarie avec Lady Anne Clifford, fille de George Clifford (3e comte de Cumberland) et veuve de Richard Sackville (3e comte de Dorset).
Le frère aîné de Montgomery meurt en 1630 et il devient comte de Pembroke, Lord Lieutenant du Somerset et Lord Lieutenant de Cornouailles. Il est rapidement nommé aux fonctions de haut commissaire du duché de Cornouailles et de Lord Warden of the Stannaries, les anciens postes de son frère.
Il a 80 serviteurs à son domicile à Londres et plus de 150 à Wilton House, le siège ancestral de sa famille à Wiltshire. Pendant les années 1630, Pembroke reçoit chaque année Charles Ier à Wilton House. Charles encourage Pembroke à reconstruire Wilton House dans le style palladien, recommandant Inigo Jones à ce poste. Salomon de Caus exécute le travail lorsque Jones s’avère indisponible, tandis que son frère Isaac de Caus crée divers jardins dans la propriété).

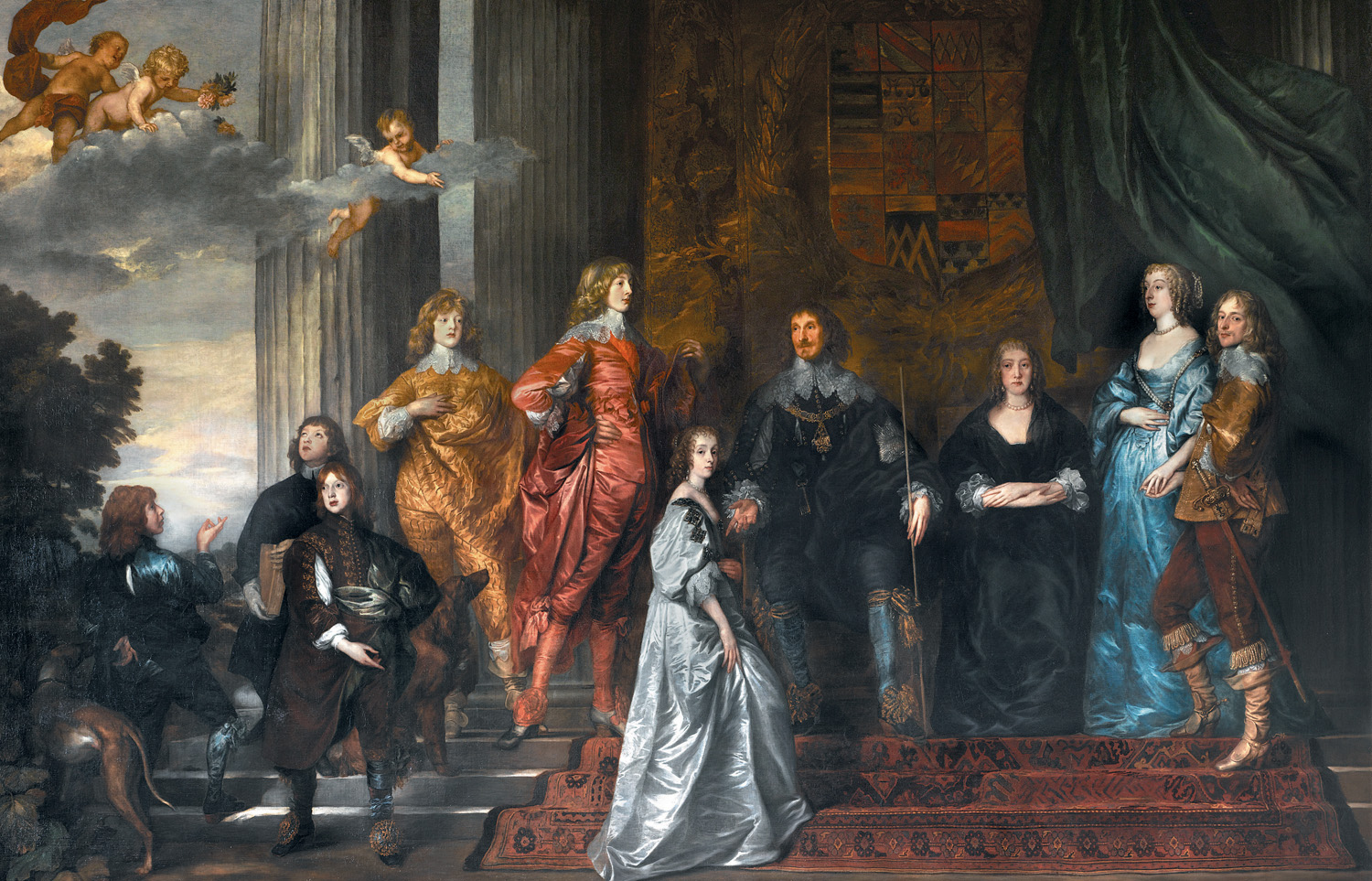
Philip Herbert, 4e comte de Pembroke, assis avec sa première épouse Lady Susan de Vere, fille d'Edward de Vere, 17e comte d'Oxford et sa famille. Le comte fit représenter ses enfants morts sous la forme de putti en haut à gauche. Derrière le comte son exposées les armoiries ancestrales. La jeune fille en robe de satin blanc, au centre au premier plan, est Lady Mary Villiers, fille du duc de Buckingham : elle épousa le fils aîné du comte, Charles, Lord Herbert, habillé en rouge écarlate, en janvier 1635. Tableau de 1634-35 par Antoine van Dyck, Wilton House

### Patron de la culture
Pembroke est un grand amateur de peinture et un membre du groupe Whitehall. Il rassemble une grande collection d'art et est le protecteur d'Antoine van Dyck. Cet amour de la peinture est partagé avec Charles Ier : en 1637, lorsque le pape Urbain VIII envoie à Charles une importante cargaison de peintures, Pembroke fait partie d’un groupe invité par Charles pour le rejoindre pour ouvrir les étuis. Pembroke fait également la promotion de la carrière artistique de son page, Richard Gibson, devenu un miniaturiste de portrait à succès.
Il est également un mécène actif de la littérature, recevant la dédicace de plus de quarante livres de son vivant, à commencer par la dédicace de l'édition anglaise d'Amadis de Gaule en 1619. Sa dédicace la plus célèbre est celle du premier folio de Shakespeare, dédié à Philip et à son frère aîné. Pembroke est également notamment le patron de Philip Massinger et de son parent George Herbert (en 1630, il intervient auprès de Charles pour que George Herbert soit nommé au presbytère du Wiltshire).

## Pause avec CharlesIer, 1639-1642

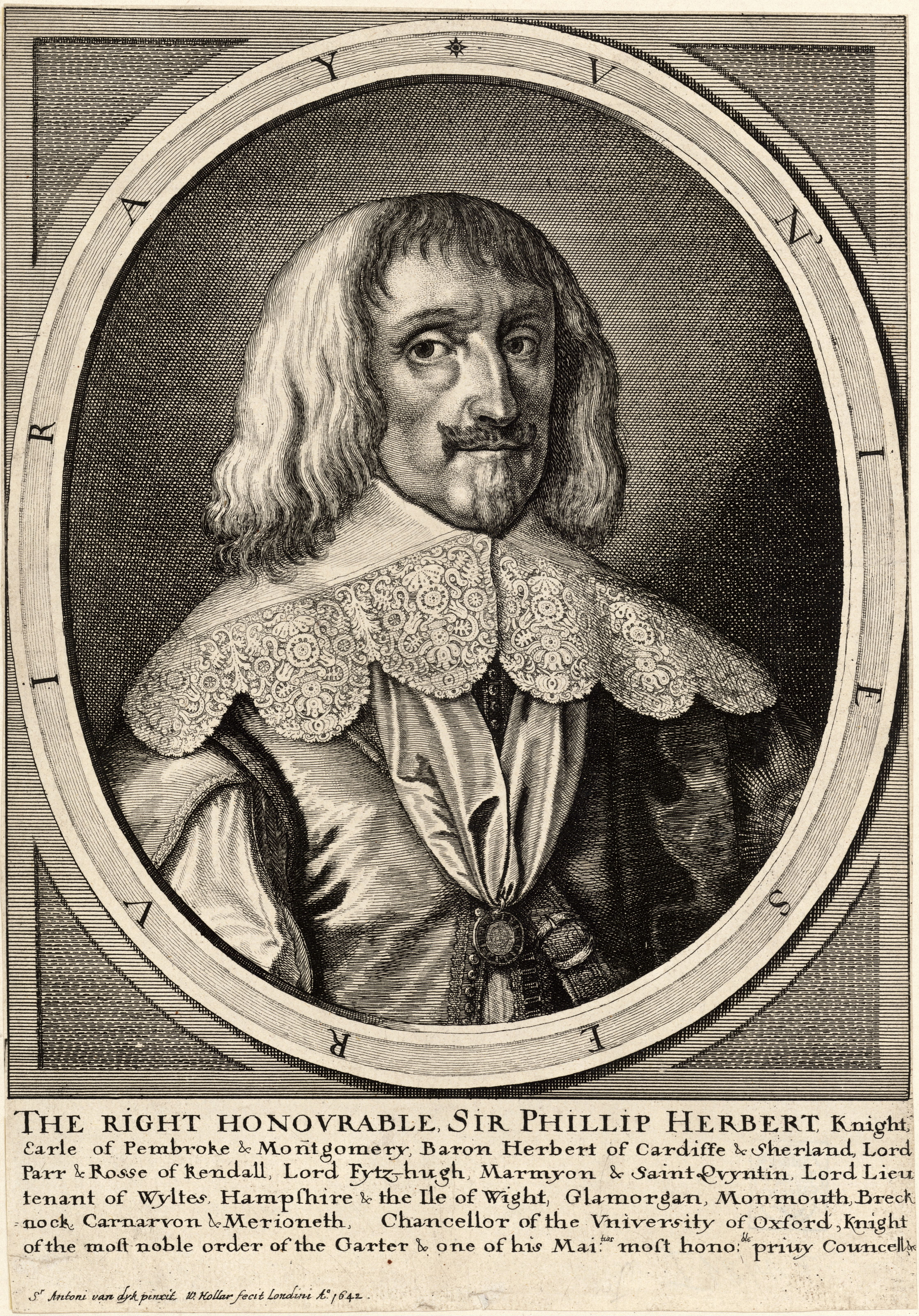
Gravure de Pembroke en 1642 par Wenceslas Hollar d'après une peinture d'Antoine van Dyck en 1634

Bien que Pembroke et Charles soient liés par leur intérêt commun pour l’art et l’architecture, ils ne se sont pas entendus sur la question de la religion. Pembroke est enclin à favoriser le "protestantisme divin" et est favorable au puritanisme. Cela le conduit à des conflits avec la reine Henriette-Marie de France, qui est catholique romaine. Pembroke est également opposé à l'ascension de William Laud, élu de peu au poste de chancelier de l'Université d'Oxford qui a été celui du frère aîné de Pembroke en 1630 et qui devient archevêque de Cantorbéry en 1633.
Compte tenu de cette inclination religieuse, Pembroke est sympathique aux Covenanters pendant les guerres des évêques et favorise fortement la paix. Il est commissaire de Charles lors des négociations avec les Écossais à Berwick et à Ripon, où plusieurs Écossais, notamment le comte de Rothes, estiment que Pembroke est secrètement favorable à la position écossaise. Pembroke, cependant, continue de professer sa loyauté envers Charles, bien que, avec Henry Rich (1er comte de Holland) et William Cecil (2e comte de Salisbury), il exhorte le roi à accepter les conditions de l'Écosse. Le roi ordonne cependant à Pembroke de rentrer à Londres pour commencer à recueillir des fonds pour la poursuite de la guerre contre les Écossais.
Les vastes possessions foncières de Pembroke lui permettent d'exercer une influence considérable lors des élections aux parlements court et long, une douzaine de députés environ devant la Chambre des communes devant leurs élections à son haut patronage. Ces hommes ne semblaient pas constituer une faction de Pembroke aux Communes, bien que certains indices donnent à penser qu'il a protégé des hommes connus pour être des opposants à la politique de Charles.
En 1641, Pembroke vote en faveur du Bill d'attainder contre Thomas Wentworth, premier comte de Strafford. Pendant cette période, Charles devient particulièrement énervé lorsque Pembroke prononce des paroles encourageantes devant une foule anti-Strafford. A la demande de la reine, Charles décide de démettre Pembroke de son poste de Lord chambellan. Le prétexte vient lorsque Pembroke a une autre de ses violentes altercations, frappant cette fois Henry Howard (22e comte d'Arundel) (en) avec une canne lors d'une réunion du comité de la Chambre des lords. Charles demande la démission de Pembroke et le remplace par Robert Devereux (3e comte d'Essex).

## Rôle dans la guerre civile anglaise, 1642-1648
Au début de la première guerre civile anglaise, Pembroke s’associe aux parlementaires. Cependant, Pembroke est toujours l'un des parlementaires les plus modérés.
Le Parlement emploie régulièrement Pembroke et le comte de Holland lors de ses négociations avec Charles. Au départ, Pembroke maintient des contacts avec Edward Hyde et affirme rester fidèle à Charles. Cependant, il devient l'un des cinq pairs qui siègent au Comité de sécurité anglais créé en juillet 1642 et, en août 1642, accepte le poste de gouverneur de l'île de Wight. En 1645, le Parlement nomme Pembroke Lord Lieutenant du Somerset et vote pour l'élever au rang de duc.
Pembroke représente le Parlement lors des négociations avec le roi à Oxford en janvier 1643 et assiste au Traité d'Uxbridge en 1645.
En tant que partisan de la cause pieuse, Pembroke est nommé à l'Assemblée de Westminster en 1643 en tant qu'évaluateur laïc. Il appuie la faction épiscopale modérée de l'Assemblée (la plupart associés à James Ussher, archevêque d'Armagh) et reste farouchement opposé aux partisans du Système presbytérien synodal et indépendant de l'Assemblée (George Morley, futur Évêque de Winchester est l'aumônier domestique de Pembroke). A la Chambre des lords, Pembroke vote en faveur du projet de loi contre l'archevêque Laud en 1645, mais en 1646, il vote en faveur du rejet d'une requête en faveur du presbytérisme présentée par la Cité de Londres.
Au cours de la politique des années 1640, Pembroke est initialement associé au groupe de lords dirigé par William Fiennes et Algernon Percy (10e comte de Northumberland), qui appuie l'ordonnance d'abnégation et la création du New Model Army en 1645. Au milieu de 1646, cependant, Pembroke se démarque de ce groupe et devient l'un des adversaires les plus virulents de la New Model Army, favorisant sa dissolution immédiate. À la suite d'émeutes anti-New Model Army à Londres en juillet 1647, Pembroke refuse de rejoindre le groupe Saye-Northumberland, qui quitte la capitale et rejoint l'armée à ce moment-là. Pembroke change rapidement de ton en août cependant lorsque la New Model Army entre à Londres: il affirme qu'il a déjà agi sous la contrainte et qu'il a toujours été un partisan de la New Model Army.
Après l'arrestation de Laud en 1641, l'Université d'Oxford élit Pembroke pour le remplacer comme chancelier (Pembroke, qui est à l'époque allié avec Saye, nomme Saye pour le remplacer en tant que haut steward lorsqu'il quitte son poste pour occuper le poste de chancelier). Quand les forces royalistes prennent Oxford, ils destituent Pembroke et installent William Seymour (2e duc de Somerset) à sa place. Lorsque le Parlement reprend Oxford, Pembroke est réinstallé chancelier en 1647. Les réformateurs de l'université commencent leurs travaux sous la direction d'un comité des deux chambres présidé par Pembroke. Ils ordonnent à tous les officiers de l'université de prendre la Ligue solennelle et le Pacte, et lorsque les chefs de maison se sont plaints, Pembroke les convoquent devant le comité et les réprimandent. En février 1648, il installe un nouveau vice-chancelier et remplace de nombreux chefs de maison. En mars, le Parlement lui ordonne de prendre ses fonctions en personne. Il se rend donc à Oxford et préside la Convocation, mettant fin à la résistance aux réformes. Cependant, Pembroke, bien que protecteur de la littérature, est loin d’être un homme de lettres et devient ainsi le sujet de satires amères écrites par les royalistes au cours de cette période.

## Rôle dans la crise de 1648-1649
Pembroke pense que le roi est essentiel à tout règlement des hostilités entre le roi et le Parlement. Il s'oppose donc farouchement au vote des adresses interdites de 1647 à 1648, refusant de quitter Wilton House en 1647 pour assister au débat à la Chambre des lords. En juillet 1648, Pembroke vote pour que James Hamilton (1er duc de Hamilton) soit déclaré traître pour avoir dirigé les forces écossaises en Angleterre. En juillet 1648, Pembroke participe de nouveau aux négociations avec le roi, cette fois en vertu du traité de Newport.
Ces négociations sont brusquement interrompues avec la Purge de Pride en décembre 1648. À la suite de la purge, Pembroke et plusieurs autres commissaires parlementaires qui négocient à Newport envoient une députation à Thomas Fairfax, l'assurant qu'ils continuent à soutenir l'armée. Cependant, ils continuent à chercher un accord avec le roi. Ainsi, fin décembre 1648, Pembroke se joint à une députation dirigée par Basil Feilding (2e comte de Denbigh), demandant au Conseil de l'Armée d'accepter un accord par lequel Charles perdrait son Veto et accepterait de ne pas tenter de restaurer des terres épiscopales aliénées par Parlement.
Le Conseil de l'armée rejette cette proposition, mais souhaite continuer à avoir de bonnes relations avec Pembroke. Le Conseil de l'Armée accepte de laisser le Parlement croupion nommer Pembroke constable du château de Windsor (la Chambre des Lords a tenté de nommer Pembroke au poste depuis juillet, mais n’a pas encore reçu l’appui de la Chambre des communes), ce qui en fait essentiellement le geôlier du roi. Pembroke nomme Bulstrode Whitelocke comme adjoint.
En janvier 1649, Pembroke est nommé à la Haute Cour de justice créée par le Parlement croupion pour juger Charles Ier de haute trahison. Pembroke refuse de participer, mais il accepte de ne pas dénoncer l'exécution du roi.
En février, à la suite de l'exécution du roi, le Parlement nomme Pembroke au Conseil d'État anglais. Comme la Chambre des lords a été abolie à la suite de l'exécution de Charles, Pembroke doit se présenter aux élections: il est élu député de Berkshire en avril 1649.

### Mort
En mai 1649, Pembroke tombe malade et passe le reste de l'année 1649 au lit. Il meurt dans sa chambre à Whitehall, Westminster le 23 janvier 1650.
Le corps de Pembroke est embaumé et transporté à Salisbury pour y être enterré dans la Cathédrale de Salisbury. Le Conseil d’État anglais ordonne à tous les membres du Parlement de Barebone d’accompagner son cortège sur deux ou trois kilomètres lors de son voyage au départ de Londres.

## Descendance
Il épouse Susan de Vere (26 mai 1587- 1628/29), fille d’Edward de Vere, 17e comte d’Oxford, et d'Anne Cecil. Ils ont sept fils et trois filles, dont:
- Anne Sophia Herbert, mariée à Robert Dormer (1er comte de Carnarvon)
- Charles Herbert, Lord Herbert de Shurland (c. 1619 - 1635), épouse lady Mary Villiers , fille de George Villiers (1er duc de Buckingham) et n’a pas de descendance.
- Philip Herbert (5e comte de Pembroke) (c.  1621 - 1669)
- James Herbert (c. 1623 - 1677), de Kingsey, Buckinghamshire
- Henry Herbert (mort jeune)

Philip Herbert épouse ensuite Anne Clifford (30 janvier 1590 - 22 mars 1676), fille de George Clifford (3e comte de Cumberland) et veuve de Richard Sackville (3e comte de Dorset), le 1er juin 1630. Ils n'ont pas d'enfants.
Son petit-fils Philip Herbert (7e comte de Pembroke), est un maniaque meurtrier; il est suggéré que son instabilité mentale est héritée de son grand-père, qui est également enclin à faire des agressions soudaines et violentes.

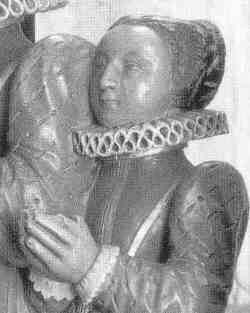
effigie de Susan de Vere à l'Abbaye de Westminster sur la tombe de sa mère Anne Cecil, comtesse d'Oxford et de sa grand-mère Mildred Cooke, baronne de Burghley.
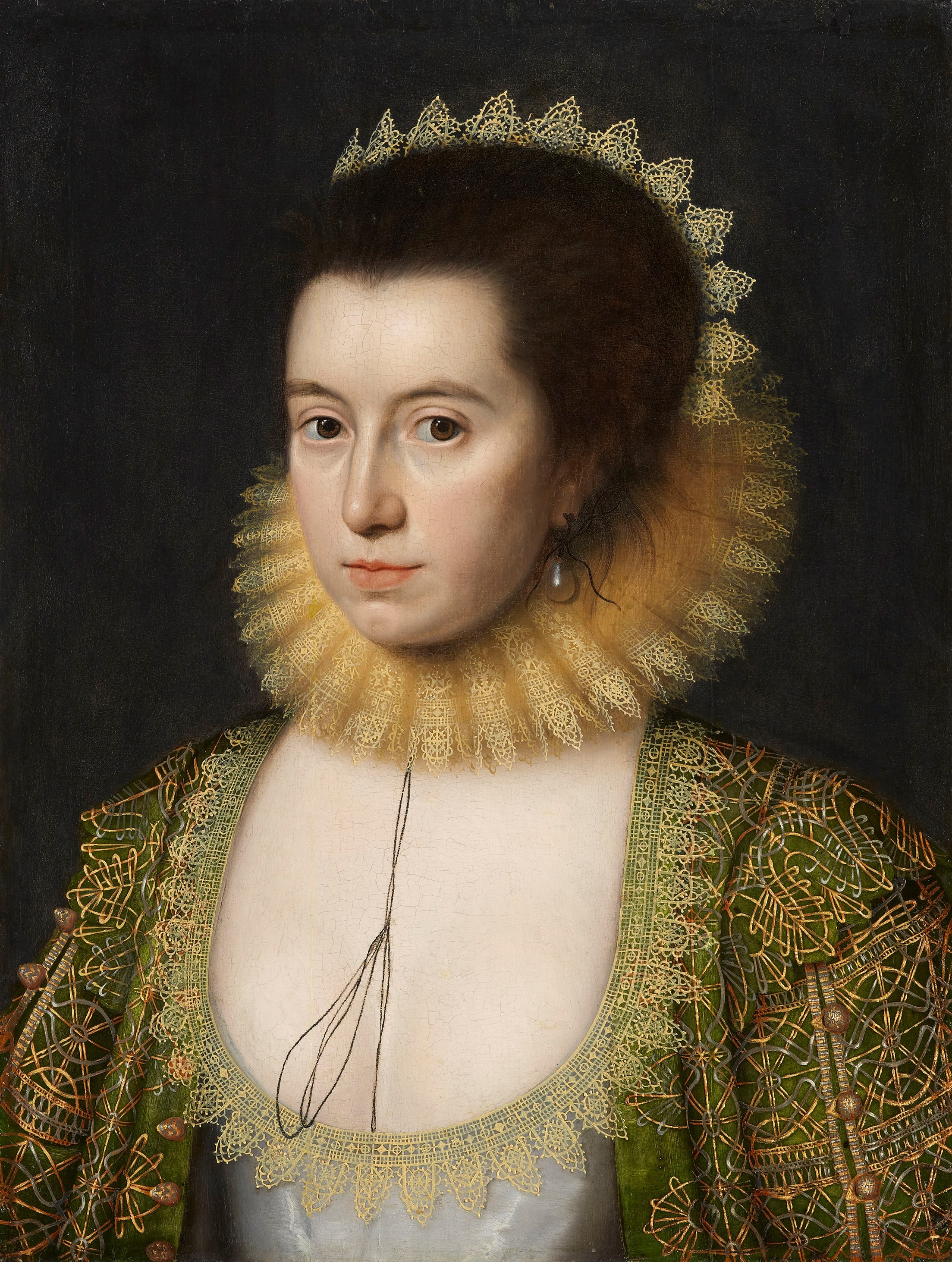
Lady Anne Clifford, portrait de William Larkin , National Portrait Gallery, Londres
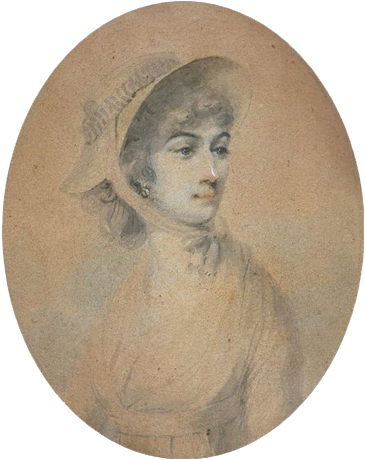
Lady Frances Nelson